# Püspöky Grácián
Lebesbényi Püspöky Grácián János István (Nemesapáti, Zala vármegye, 1817. december 20. – Pusztamagyaród, Zala vármegye, 1861. március 6.), táblabíró, zászlótartó, honvéd hadnagy. 1849-ben elsőként tűzte ki a visszafoglalt budai várra a győztes honvédek zászlaját. Csány László politikus, miniszter, az 1848–49-es forradalom és szabadságharc vértanújának az unokaöccse.

## Élete
A nemesi származású lebesbényi Püspöky családnak a sarja. Apja lebesbényi Püspöky János (1773–1842), császári és királyi huszárőrnagy, anyja az ősrégi nemesi Hahót-Buzád nembeli csányi Csány Zsuzsanna (1790 k.–1823) volt. Az apai nagyszülei Püspöky István és Jabroczky Katalin voltak. Apai dédapja Püspöky Ferenc valamint annak gyermekei, Ferenc és István 1756. április 2-án nemességet és címert szereztek Mária Terézia magyar királynőtől. Anyai nagyszülei Csányi Bernát, földbirtokos és galánthai Bessenyey Anna voltak. Nagybátyja csányi Csány László politikus, miniszter, az 1848–49-es szabadságharc vértanúja volt. Keresztvíz alá a nagyapja, Püspöky István és kehidai Deák Klára, a majdani nyírlaki Tarányi Józsefné tartotta.
Gimnáziumi tanulmányait Nagykanizsán tette le. Katonaiskolát végzett, majd 1834-től hadapródként szolgált az 5. huszárezredben. 1842-ben, 25 évesen leszerelt, és gelsei birtokára vonult vissza gazdálkodni. Nagybátyja, Csány László nagy befolyást gyakorolt rá, és így az 1840-es évek derekán Zala megye liberális vezetőinek oldalán tűnt fel harcias kortesként. Az 1845-től listázott zalai önkéntes adózó nemesek között szerepelt Deák Ferenc és több más nemes mellett is. 1848 őszén beállt a 47. honvédzászlóaljba, amelyben zászlótartó őrmesterként szolgált. Jó barátságban volt a fiatal Csillagh László, Szladovits Ferenc, Czigány Bertalan , valamint Hertelendy Kálmán honvédekkel, akikkel együtt harcolt. Buda ostromakor, 1849. május 21-én hajtotta végre legendás cselekedetét, amely híressé tette: ő tűzte ki elsőként a visszafoglalt várra a győztes honvédek zászlaját. Ezért a tettéért hadnaggyá léptették elő.
A szabadságharc leverése után egy ideig Zalában bujkált, de a vértanú nagybátyjával ellentétben ő nem szenvedett el megtorlást. Felesége pusztamagyaródi birtokán halt meg. Síremléke ma is Pusztaszentlászló-Válickapusztán áll.

## Házassága és gyermekei
1854-ben vette el feleségül jobaházi Dőry Máriát (Kerettye, 1826. november 26.–1903), jobaházi Dőry Imre (1803–1880) és Vida Teréz (1791–1859) lányát. Dőry Mária apai nagyszülei jobaházi Dőry Mihály (1773–1817), földbirtokos és teölvári és gyömörei Gyömörey Anna (1781–†?), akinek az anyja Gyömörey Györgyné zalalövői Csapody Borbála (1759–1815) volt. Püspöky Grácián és Dőry Mária házasságából 6 gyermek született:
- lebesbényi Püspöky Mária Klára Karolina (1846–†?)[7]
- lebesbényi Püspöky Zsuzsanna Terézia Klára (1854–†?)[8]
- lebesbényi Püspöky László János (1857–†?)[9]
- lebesbényi Püspöky Terézia Klaudia (1859–†?)[10]
- lebesbényi Püspöky Grácián
- lebesbényi Püspöky Klaudia